# Stig Sollander
Stig Oskar Sollander (Östersund, 25 giugno 1926 – Östersund, 12 dicembre 2019) è stato uno sciatore alpino svedese.
Era padre di Lena, Lotta e Stefan, a loro volta sciatori alpini.

## Palmarès

### Olimpiadi invernali
- Bronzo a Cortina d'Ampezzo 1956 nello slalom speciale.

### Mondiali
- Bronzo a Åre 1954 nella combinata alpina.
- Bronzo a Cortina d'Ampezzo 1956 nella combinata alpina.